# Pidhajtschyky (Sambir)
Pidhajtschyky (ukrainisch Підгайчики; russisch Подгайчики Podgaitschiki, polnisch Podhajczyki) ist ein Dorf in der westukrainischen Oblast Lwiw mit etwa 2000 Einwohnern (2006).

## Geschichte
Der Ort wurde 1389 zum ersten Mal schriftlich erwähnt und gehörte zunächst zur Adelsrepublik Polen-Litauen. Daran folgend  gehörte das Dorf als Podhajczyki bis 1918 zum österreichischen Galizien, Bezirkshauptmannschaft Rudki, nach dem Ende des Ersten Weltkrieges kam der Ort zur Zweiten Polnischen Republik (Woiwodschaft Lwów, Powiat Rudki, Gmina Hoszany). Im Zweiten Weltkrieg von September 1939 bis Juni 1941 war Pidhajtschyky von der Sowjetunion und dann bis 1944 von Deutschland besetzt, welches den Ort in das Generalgouvernement, Distrikt Galizien eingliederte.
Nach der Rückeroberung durch die Rote Armee 1944 und dem Ende des Krieges wurde die Ortschaft der Sowjetunion zugeschlagen, kam dort zur Ukrainischen SSR und ist seit 1991 ein Teil der unabhängigen Ukraine.

## Geographie
Pidhajtschyky liegt im Rajon Sambir östlich der Stadt Rudky an der Wyschnja (Вишня), ein etwa 100 km langer Nebenfluss des San. Das Rajonzentrum Sambir ist über die Fernstraße N 13 nach etwa 29 km in südwestliche Richtung zu erreichen. Das Oblastzentrum Lwiw liegt etwa 50 km nordöstlich des Dorfes.
Am 29. Oktober 2017 wurde das Dorf ein Teil der neu gegründeten Stadtgemeinde Rudky (Рудківська міська громада/Rudkiwska miska hromada), bis dahin bildete es die Landratsgemeinde Pidhajtschyky.